# Sitzendorf
Sitzendorf település Németországban, azon belül Türingiában. Lakosainak száma 739 fő (2023. december 31.).

## Népesség
A település népességének változása:
| Lakosok száma | 803  | 805  | 759  | 740  | 739  |
|               | 2017 | 2019 | 2021 | 2022 | 2023 |